# Enceinte de Dinant
Ne doit pas être confondu avec Enceinte de Dinan.
L'enceinte de Dinant est un ancien ensemble de fortifications qui protégeait la ville de Dinant.